# Mahaweli
Der Mahaweli (singhalesisch: මහවැලි ගඟ mahavæli gaṅga, Tamil: மகாவலி ஆறு mahāvali āṟu oder மகாவலி கங்கை mahāvali gaṅgai) ist mit 335 km Länge der längste Fluss auf Sri Lanka. 
Er hat von allen Flüssen des Landes auch das größte Einzugsgebiet, welches 
ein Fünftel der Insel einnimmt. 

## Hydrometrie
Die in dem Diagramm dargestellten Daten wurden an der Messstation Peradeniya zwischen 1964 und 1993 in m³/s  genommen. Die dort beobachtete Durchflussmenge wurde gespeist durch einen kleinen Teil des Einzugsgebiets des Flusses.

## Nebenflüsse
- Kotmale
- Hatton
- Hulu
- Loggal
- Uma
- Amban

## Nutzung
Der Fluss mündet in den Golf von Bengalen an der südwestlichen Küste der Trincomalee-Bucht. 
Die Bucht hat mehrere unterseeische Canyons, welche sie zu einem der größten natürlichen Tiefseehäfen der Welt machen. 
Der Mahaweli selbst und seine Nebenflüsse werden immer wieder aufgestaut, um die Bewässerung von trockenen 
Zonen zu gewährleisten. Sechs Talsperren werden auch zur Stromgewinnung genutzt.